# Liquiñe-Ofqui-Störungszone

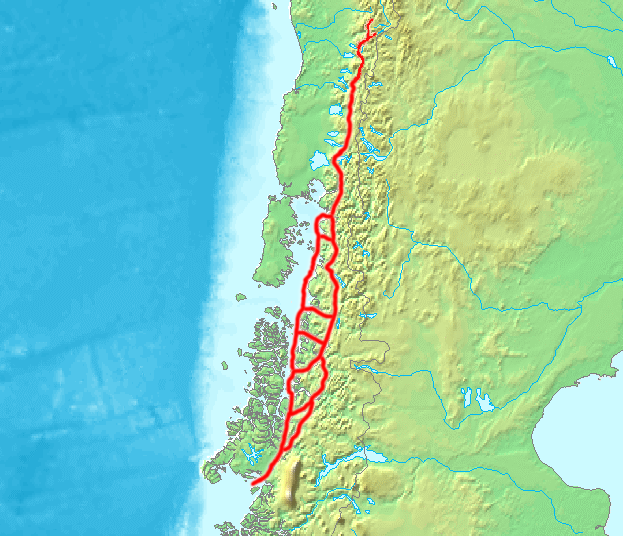
Die Liquiñe-Ofqui-Störungszone

Die Liquiñe-Ofqui-Störungszone ist eine große geologische Verwerfung in den chilenischen Anden. Sie erstreckt sich über etwa 1000 km in Nord-Süd-Richtung. Ihren nördlichsten Ausläufer markieren die Thermalquellen im Tal des Liquiñe, ihren südlichsten der Isthmus von Ofqui. 
Bewegungen in der Störungszone lösten nach dem Erdbeben von Valdivia 1960 einen Ausbruch des Vulkankomplexes Puyehue-Cordon Caulle aus. Auch bei anderen Vulkanausbrüchen in diesem Gebiet könnten Bewegungen in der Störungszone ursächlich gewesen sein.